# React
React – singiel grupy muzycznej Onyx. Gościnnie występuje nieznany w tamtym czasie raper, 50 Cent.

## Lista utworów

### A-Side
1. „React” (Radio Edit)
2. „Broke Willies” (Radio Edit)
3. „Shut Em Down Remix” (Featuring Big Pun, Noreaga)

### B-Side
1. „React” (TV Track)
2. „Broke Willies” (TV Track)
3. „Shut Em Down Remix” (TV Track)